# Церква Сурб Геворк (Нахічевань-на-Дону)
Церква Сурб Геворк (Церква Святого Юрія, вірм. Սուրբ Գևորգ եկեղեցի) — храм в Нахічевані-на-Дону. Ставився до Вірменської апостольської церкви. Храм втрачений. 

## Історія
Початок будівництва церкви Святого Юрія (Церква Сурб Геворк) майже збіглося з будівництвом Феодорівської церкви (Феодорівська церква Сурб Теодорос) в 1783—1787 роки. Дерев'яна церква Сурб Геворк будувалася з 1783 року у західній частині міста на кордоні двох сусідніх міст — Ростова і Нахічевані. Після закінчення будівництва 5 грудня 1787 року церква була освячена Йосипом Аргутінським.
Спочатку в місті була дерев'яна церква. Побудований кам'яний однокупольний храм з дзвіницею в XIX столітті двічі ремонтувався: у 1852 — 1853 роки ремонт проводився на кошти нахичеванского купця 2-ї гільдії М. X. Ерецпоханяна, другий ремонт робився в 1892 році.
Кам'яний храм стояв біля Георгіївської вулиці впритул до Ростово-Нахічеванської межі (поблизу нинішнього Театрального проспекту).
Спочатку церковно-парафіяльної школи при церкві не було. У 1918 році Ново-Нахичеванское єпархіальне правління інформувало, що школа, відкрита в місті Новочеркаську, переводиться в управління Духовного правління і стає церковно-парафіяльною школою церкви Сурб Геворк.
В інтер'єрі кам'яної церкви було багато кам'яних хачкарів. Храм з Криму були привезені рукописні книги та напрестольні хрести.
Під час ремонту в 1892 році оновили внутрішнє оздоблення храму, з південної сторони зробили прибудову для захисту від негоди, так як південний вхід став головним.
В кінці XIX — початку XX століть при церкві Святого Юрія функціонував хор під керівництвом Романоса Мелікяна.
Георгіївський храм називали також церквою Хадрелеза, біля неї відбувалися вірменські ярмарки та свята.
На початку 1930-х років храм був закритий і незабаром майже повністю розібраний. Залишки Георгіївського храму були знесені ще до початку Німецько-радянської війни.

## Священнослужителі
У різний час настоятелями храму були священики: Ованнес Дохсаньян, Акоп Шатворян, Геворк Мушєхьян, протоієрей Мкртич Еммануїлович Тер-Гакобьянц, протоієрей Карапет Ованесович Гекимян (1938).

## Святині
- У храмі зберігалася подарована Г. Д. Числияном картина Святого Георга, під нею зберігалася храмова святиня — мощі Святого Юрія в срібному коробі з написом: «Пам'ять від паломника Степана Генджецяна в 1849 році, Святому Георгію, Нахичеван».

- Топуз Святого Юрія — посох зі свинцевим наконечником, який був обтягнутий атласною матерією.